# مسجد سلطان تيرناتي
مسجد سلطان تيرناتي هو مسجد يقع في منطقة جالان في قرية دافاو من المنطقة الشمالية من تيرنيت في مقاطعة مالوكو الشمالية في إندونيسيا، يعد المسجد دليل على وجود أول سلطنة إسلامية في الأرخبيل الشرقي من اندونيسيا، بدأت سلطان تيرنيت في اعتناق الإسلام بعد سن 18، وكان ذلك في العهد المتأخر في حوالي (1465 - 1486)، وبعدها قام ابنه السلطان زين العابدين (1486 - 1500) بتعزيز السلطنة الإسلامية تيرنيت وأعلن أن الإسلام هو الدين الرسمي للدولة وفرض الشريعة الإسلامية وأقام حكومة وفقا للشريعة الإسلامية من خلال إشراك العلماء فيها .

## التاريخ
يعتقد أن مسجد السلطان قد بدأ بنائه منذ عهد السلطان زين العابدين، ولكن هناك اعتقاد اخر يقول أن إنشاء المسجد الجديد كان في أوائل القرن السابع عشر في حوالي عام 1606، في عهد السلطان السعيدي البركاتي، حتى الآن لا يمكن العثور على تاريخ محدد يحدد فعليا متى بني مسجد سلطان تيرنيت، ومع ذلك فإن الحقائق والتاريخ تشير أن عرش السلطان السعيدي البركاتي من سلطنة تيرنيت تقدمت بسرعة كبيرة للغاية سواء في مجال الدين والاقتصاد أو الجيش، ثم اتى بعده السلطان خايروم (1534 - 1570) ثم جاء من بعده السلطان باب الله (1570 - 1583) الذي طرد الجيش البرتغالي، وعليه يقدر أن المسجد الجديد في بني في أوائل القرن السابع عشر الميلادي .

## قوانين المسجد
يطلق على مسجد السلطان تيرنيت مسمى اخر هو مسجد سيجي امو، المسجد الشهير فريد من نوعها لأنه لديه قواعد خاصة مثل حظر ارتداء القفازات أو ارتداء السراويل الطويلة والالتزام بارتداء غطاء الرأس (قلنسوة) وحظر دخول النساء للعبادة في المسجد، وقيل إن هذه القواعد تأتي من نصيحة الأجداد وتسمى دورو بلولو أو مقترح تيفا أو مقترح مورو، والذي ما زال يتمسك به الناس من تيرنيت، ووفقا لإمام مسجد سلطان تيرنيت يقول : فإن هذه القيود لديها قواعد أساسية قوية منذ زمن بعيد، وأصبح المسجد واحد من الأماكن التي تعتبر مقدسة ويجب أن تحترم من قبل الشعب في تيرنيت، ويستند حظر النساء للعبادة في المسجد إلى الحفاظ على قدسية المسجد الذي هو مكان العبادة الذي قد يتعرض عن غير قصد لامرأة يباغتها الحيض (الدورة الشهرية) .
وبالإضافة إلى ذلك، فإن وجود نساء يشتبه أن تكون أيضا قادرة على كسر استيعاب المسجد للمصلين، بينما الحظر على المصلين من ارتداء القفازات أو الملابس الطويلة فهو اساس اتى من الصوفية، ووفقا لمعتقداتهم، وإن وجد مصلي يرتدي قفازات سيتم توبيخه على ذلك، وان وجد مصلي يرتدي سروال طويل أمر باستبداله، ويلزم على المصلين ارتداء غطاء الرأس أو قلنسوة .